# Astragalus rupifragiformis
Astragalus rupifragiformis är en ärtväxtart som beskrevs av Mikhail Grigoríevič Popov. Astragalus rupifragiformis ingår i släktet vedlar, och familjen ärtväxter. Inga underarter finns listade i Catalogue of Life.